# Eggert Orgelbau-Anstalt

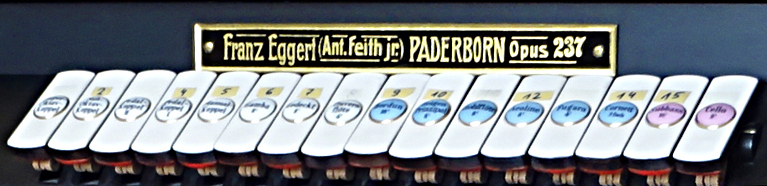
Orgelaufschrift St.-Marien-Kirche (Güsten)

Die Eggert Orgelbau-Anstalt war ein Orgelbauunternehmen in Paderborn, das sich als Fachbetrieb in der zweiten Hälfte des 19. Jahrhunderts in Ostwestfalen und Südwestfalen, aber auch in benachbarten Gebieten durch Kirchenorgelneubauten einen Namen gemacht hat.

## Geschichte
Die Firma wurde von Georg Josias Eggert, der aus Klein Oschersleben bei Magdeburg stammte und sich in Paderborn niederließ, gegründet. Im Adam-und-Eva-Haus betrieb er eine Tischlerei und beschäftigte sich auch mit dem Orgelbau.
Das Unternehmen wurde von Karl Joseph Eggert (* 18. Januar 1808; † 16. Dezember 1886), Orgelbauer, in Paderborn 1840 weitergeführt.
Nach seiner Ausbildung übernahm sein Sohn Franz Eggert (* 9. März 1849; † 13. Oktober 1911) im Jahr 1874 den väterlichen Betrieb in Paderborn. Er baute die meisten Orgeln für Kirchen in dem heutigen Diözesangebiet des Erzbistums Paderborn. Aber er hatte auch Aufträge für den Bau von Kirchenorgeln in Magdeburg, Wuppertal, Berlin, Clausthal-Zellerfeld, Düsseldorf und in den Niederlanden. Franz Eggert hatte keine Nachfahren. Aufgrund seines zunehmend schlechter werdenden Gesundheitszustands konnte er das Unternehmen schon im Alter von 53 Jahren nicht mehr fortführen. 1902 verkaufte er den Familienbetrieb an den Orgelbauer Anton Feith (1872–1929), der aus Köln stammte. Feith zeichnete noch bis 1907 Verträge unter dem Namen Franz Eggert Orgelbau-Anstalt.
Der Sohn Anton Feith II. übernahm die Firma von seinem Vater in den 1920er Jahren und führte sie bis 1972 weiter. In der Ära Feith wurden über 800 Orgeln erbaut. Insbesondere in der Nachkriegszeit bestand in den zerstörten Großstädten ein hoher Bedarf an Neubauten. 1973 übernahm Siegfried Sauer die Firma und verlegte die Produktion nach Höxter-Ottbergen, nachdem er zuvor die Firma Stegerhoff aus Steinheim übernommen hatte. In seiner Zeit wurden 300 meist große Orgel erbaut, u. a. die neue Paderborner Domorgel (1981), die Orgel in St. Sophien in Hamburg (1997) und die Große Konzertorgel mit Fernwerk in der Historischen Stadthalle Wuppertal (1997). Als Sauer & Heinemann Orgelbau wird die Firma seit 2015 in einem neugegründeten Unternehmen fortgeführt.
Von Karl Eggert sind mindestens drei Orgelbauten bekannt. Über 105 Orgeln sind unter der Leitung von Franz Eggert gebaut worden. Mehrere Orgelbauten der Eggert Orgelbau-Anstalt sind bis heute noch nicht dokumentiert.

## Werkverzeichnis (Auswahl)
Die Liste bietet eine Auswahl an Neubauten.
| Jahr | Ort                        | Kirche                                                           | Bild | Manuale | Register  | Bemerkungen |
| ---- | -------------------------- | ---------------------------------------------------------------- | ---- | ------- | --------- | --- |
| 1845 | Anröchte-Berge             | St. Michael                                                      |      | I/P     | 15        | Karl Eggert |
| 1848 | Paderborn                  | Mutterhauskapelle der Barmherzigen Schwestern (Vinzentinerinnen) |      | I       | unbekannt | Karl Eggert |
| 1853 | Anröchte-Altengeseke       | St. Nikolaus                                                     |      | I/P     | 22        | Karl Eggert |
| 1877 | Lichtenau, Kreis Paderborn | St. Kilian                                                       |      | I/P     | 20        | Franz Eggert |
| 1881 | Meschede                   | Stift Meschede                                                   |      | II/P    | 21        | 1945 zerstört |
| 1888 | Elberfeld                  | Sankt Marien                                                     |      | II/P    | 24        | 1943 zerstört |
| 1892 | Warstein-Allagen           | St. Johann Baptist                                               |      | II/P    | 17        | Franz Eggert |
| 1893 | Kirchen (Sieg)             | St Michael                                                       |      | II/P    | 22        | mechanische Kegelladen, 1929/30 auf II/30 erweitert und pneumatisiert (Georg Stahlhuth). 2002 restauriert von Vogtländischer Orgelbau Thomas Wolf, auf II/33 erweitert (nun elektropneumatisch), Gehäuse, Windladen und große Teile des Pfeifenwerks erhalten Orgeldisposition |
| 1894 | Rüthen                     | St. Johannes Baptist                                             |      | II/P    | 27        | pneumatische Kegelladen |
| 1897 | Warburg-Welda              | St. Kilian                                                       |      | I/P     | 9         | Franz Eggert, 1953 wurde die Orgel mit einem elektrischen Gebläse versehen; die Traktur der Pfeifenorgel wird elektropneumatisch gesteuert. |
| 1898 | Bad Driburg                | St. Peter und Paul                                               |      | II/P    | 27        | 1989 Restaurierung; heute II/P/31 |
| 1898 | Magdeburg-Ottersleben      | Maria Hilfe der Christen                                         |      | II/P    | 17        | Restauriert vom Unternehmen Vogtländischer Orgelbau Thomas Wolf |
| 1898 | Dortmund-Hombruch          | St. Clemens (Hombruch)                                           |      | II/P    | 19        | 1945 zerstört |
| 1899 | Berlin-Prenzlauer Berg     | Herz-Jesu-Kirche                                                 |      | III/P   | 40        | pneumatische Kegelladen |
| 1901 | Berlin-Moabit              | St. Paulus                                                       |      | III/P   | 36        | nicht erhalten → Orgel |
| 1901 | Willebadessen              | St. Vitus                                                        |      | II/P    | 22        | nicht erhalten, 1967 durch eine neue Orgel von Eggert Orgelbau-Anstalt ersetzt. |
| 1906 | Wernigerode                | St. Marien                                                       |      | II/P    | 18        | Orgel 1970er Jahre Umdisponierung |
| 1907 | Ludwigslust                | St. Helena und Andreas                                           |      | I/P     | 8         | Opus 156, restauriert 2008 durch Mecklenburger Orgelbau Andreas Arnold → Orgel |
| 1910 | Klein Oschersleben         | St. Marien                                                       |      |         |           | Opus 193. Im Herkunftsort des Firmengründers. |
| 1911 | Burg (bei Magdeburg)       | St. Johannes der Täufer                                          |      |         |           | Opus 204. Aufschrift auf der Orgel: Franz Eggert (Ant. Feith jr.), Paderborn |
| 1916 | Oberschöneweide            | St. Antonius                                                     |      | II/P    | 24        | Opus 254 → Orgel |
| 1923 | Güsten                     | St. Marien                                                       |      | II/P    | 11        | Opus 237, nach verschiedenen Veränderungen 2010 durch die Orgelbaufirma Baumhoer aus Salzkotten restauriert und hochromantischen Klang wieder hergestellt |
| 1929 | Brilon                     | Propsteikirche St. Petrus und Andreas                            |      | III/P   | 40        | |
| 1929 | Neheim                     | St. Johannes Baptist                                             |      | III/P   | 58        | |
| 1936 | Oberröblingen              | St. Anna                                                         |      | II/P    | 7         | Anton Feith → Orgel |
| 1950 | Hemer                      | St. Petrus Canisius                                              |      |         |           | Anton Feith |
| 1958 | Hüsten                     | Heilig Geist                                                     |      | III/P   | 32        | |
| 1960 | Essen                      | Heilig Geist                                                     |      | II/P    | 26        | |